# Вулиця Миколаївська (Кременчук)
Ву́лиця Миколаївська — одна з вулиць Кременчука. Протяжність близько 450 метрів.

## Розташування
Вулиця розташована в центральній частині міста. Починається з Небесної Сотні вул. та прямує на північний схід, де доходить до залізничного вокзалу.
Проходить крізь такі вулиці (з початку вулиці до кінця):

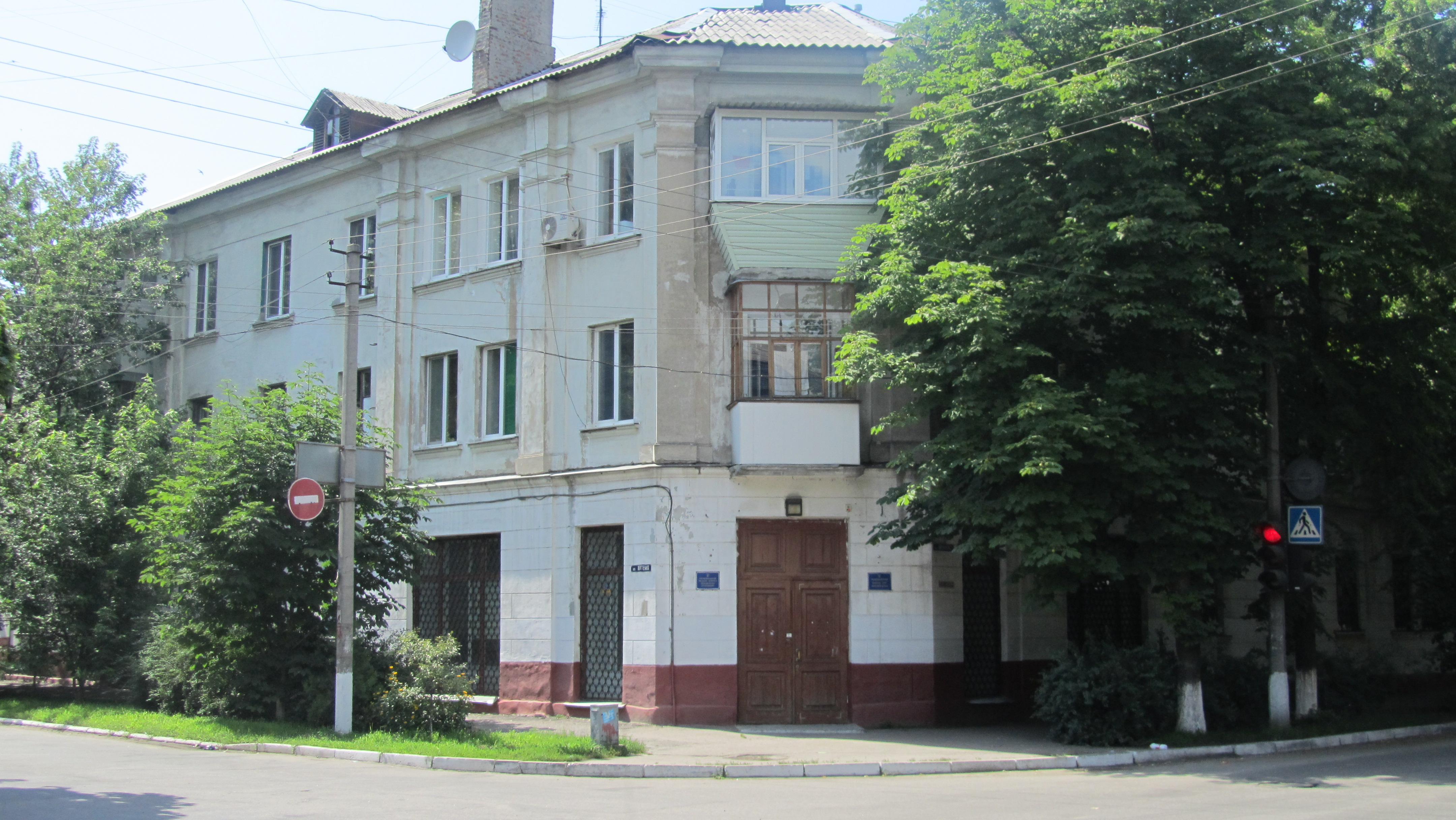
Молодіжний парламент на перетині з вул. Шевченка

- Шевченка
- Покровська

## Історія
До 2016 року вулиця Миколаївська носила назву вулиця Артема.

## Будівлі та об'єкти
- Буд. № 3/19 (офіційно — вул. Шевченка 19/3) — Молодіжний парламент Кременчука.
- Буд. № 3-А — Виробничо-торговельне трикотажне об'єднання «Крето»[1].
- Буд. № 9 — ТОВ Спеціалізовано-будівельна компанія «Шляхбуд»[2].

### Пам'ятки архітектури
- Казенний цукровий завод